# ريتشارد ستيفن ريتشي
ريتشارد ستيفن ريتشي (بالإنجليزية: Richard Stephen Ritchie)‏ هو ضابط أمريكي، ولد في 25 يونيو 1942 في كارولاينا الشمالية في الولايات المتحدة.